# Siroke Njive
Široke Njive es un pueblo del municipio de Prokuplje, Serbia. Según el censo de 2002, el pueblo tiene una población de 48 personas.